# Mireya Baltra
Mireya Baltra Moreno (25 de fevereiro de 1932 - 17 de abril de 2022) foi uma socióloga, jornalista e política chilena do Partido Comunista do Chile. Foi vereadora (1963–1969) e deputada (1969–1973) por Santiago, e atuou como Ministra do Trabalho e Previdência Social no governo de Salvador Allende.

## Biografia
Baltra era filha de José Baltra Baltra e María Moreno Cabezas, vendedores de jornais no centro de Santiago. Seu pai era membro do Partido Radical.
Baltra frequentou o Liceu Manuel de Salas. Desde a infância, ela ajudou seus pais em seu quiosque no centro de Santiago. Em 1957 instalou-se como vendedora de jornais por conta própria, com outro quiosque que descreveu como o seu “próprio ponto de vista de observação social”.
Como vendedora de jornais, ingressou no sindicato dos jornalistas, foi eleita chefe da seção feminina e promovida à Federação Nacional dos Jornalistas. Então, em 1962, ela se juntou à liderança do Centro Unido dos Trabalhadores do Chile (CUT).

## Carreira

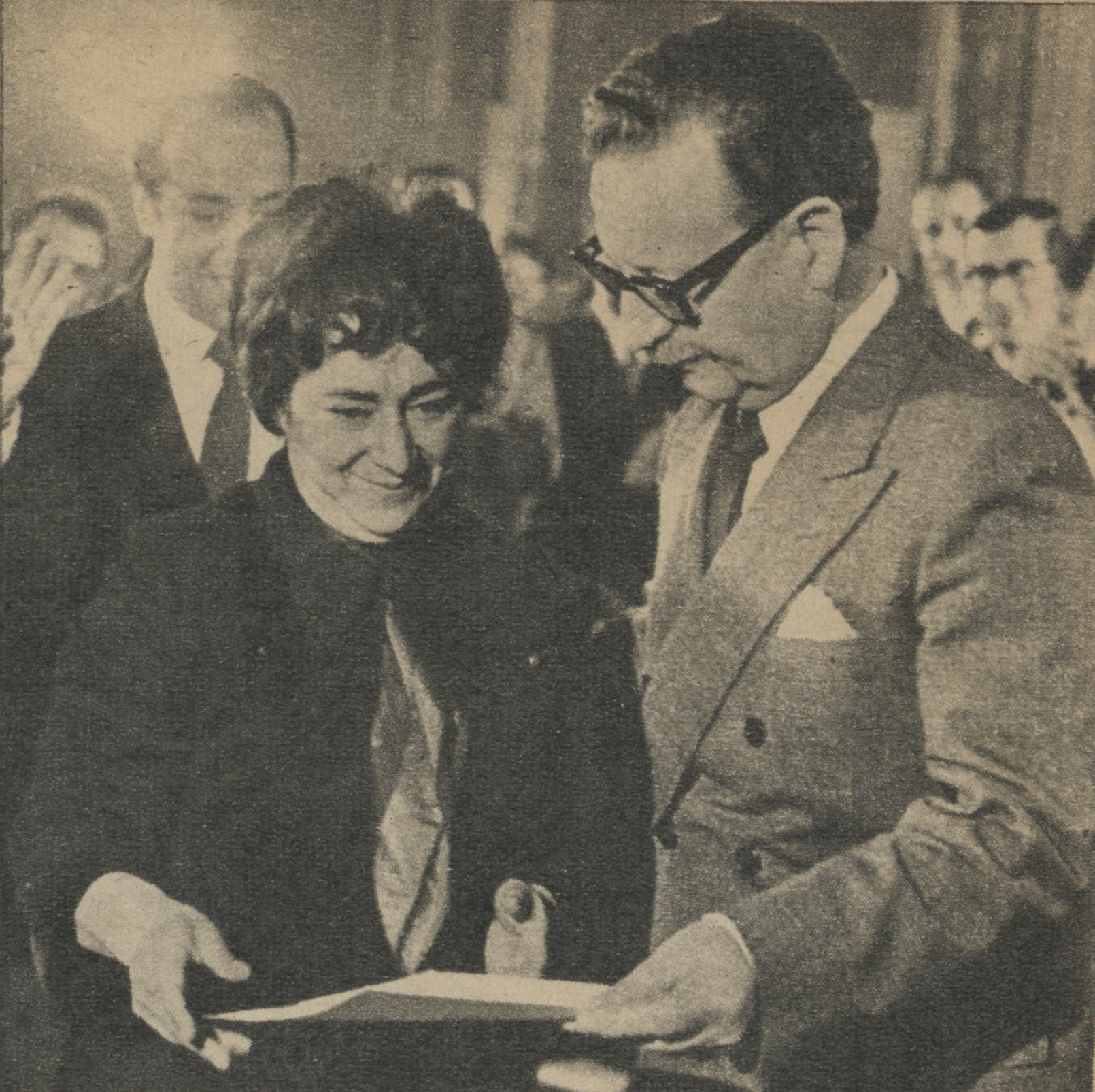
Baltra com Salvador Allende

Em 1963, Baltra foi eleita para o conselho de Santiago, e foi reeleito em 1967. Em 1969 foi eleita deputada pelo 1º distrito de Santiago. Em junho de 1972, renunciou ao cargo de deputada ao ser nomeada pelo presidente Allende como Ministra do Trabalho e Previdência Social, cargo que ocupou até 2 de novembro. Nas eleições de março de 1973 foi reeleita como deputada, desta vez pelo 4º distrito, e ocupou esse cargo até o golpe militar de 11 de setembro daquele ano.
Poucos dias após o golpe, a recém-estabelecida ditadura de Augusto Pinochet emitiu decretos sob os quais Baltra, juntamente com outras mulheres proeminentes do governo de Unidade Popular, foram condenadas a se reportar ao Ministério da Defesa sob ameaças de “enfrentar as consequências” se recusassem. A liderança do Partido Comunista decidiu buscar asilo na embaixada holandesa. Juntamente com outros, incluindo Gladys Marín, secretária-geral da Juventude Comunista do Chile,  a senadora Julieta Campusano e Orlando Millas, ministro da Fazenda do governo Allende, permaneceram asilados na embaixada por nove meses.
Em 1974 foi para o exílio, primeiro na Holanda e depois na Tchecoslováquia.  Em Praga, tornou-se secretária-geral do órgão sindical internacional formado para expressar solidariedade aos trabalhadores chilenos. Após nove anos, viajou para Cuba e tornou-se secretária executiva da Frente Continental Feminina contra o golpe, trabalhando com Vilma Espín, presidente da Federação Cubana de Mulheres.

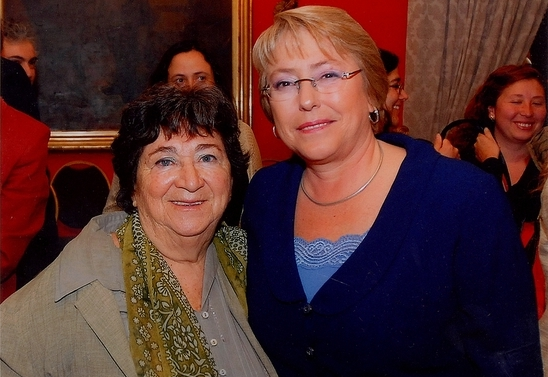
Baltra e Michelle Bachelet

Em 1987 Baltra e Julieta Campusano reentraram no Chile clandestinamente, cruzando os Andes da Argentina a cavalo, acompanhados por tropeiros e líderes comunistas argentinos.  Ela já havia tentado entrar no Chile com outros exilados: duas tentativas em aviões e também pelo Túnel do Cristo Redentor entre Argentina e Chile, quando vinte e um exilados chilenos foram presos, espancados e enviados de volta à Argentina.
Já na chegada ao Chile, Baltra e Campusano apresentaram-se ao tribunal de justiça com os advogados Enrique Krauss e Jaime Castillo Velasco, que pediram habeas corpus para elas. O regime militar os mandou embora: Campusano para Camiña, no norte do país, e Baltra para Aysén, no sul.
Na década de 1990, ainda com o apoio do Partido Comunista, tentou voltar ao parlamento nas eleições para deputada em 1993 e senadora em 1997; mas foi derrotada em ambas as eleições. Foi membra do conselho editorial da Crónica digital: información para cada día, contribuindo com artigos sobre temas políticos e históricos.

## Morte
Baltra morreu em 17 de abril de 2022 em Santiago, aos 90 anos.